# NGC 270
NGC 270 é uma galáxia espiral (S0-a) localizada na direcção da constelação de Cetus. Possui uma declinação de -08° 39' 06" e uma ascensão recta de 0 horas, 50 minutos e 32,4 segundos.
A galáxia NGC 270 foi descoberta em 10 de Dezembro de 1798 por William Herschel.